# 李继藩
李继藩（1924年—1948年9月），福建古田人，中国共产党早期人物，革命烈士。
1940年加入中国共产党，翌年上武夷山在中共福建省委工作。1947年1月回古田，任中共闽江城工部古田县委员会书记，并参与澄洋暴动的策划。中共闽东地委成立后，李继藩当选地委委员。6月任中共古罗林中心县委书记和人民游击队政委，9月在罗源隐蔽时被叛徒带人包围，李继藩右臂中弹被捕，12月被押解送往福州南门兜里塔监狱，1948年9月被秘密处决。